# Малое Сверчково
Малое Сверчково — деревня в Никольском районе Вологодской области.
Входит в состав Пермасского сельского поселения, с точки зрения административно-территориального деления — в Переселенческий сельсовет.
Расстояние до районного центра Никольска по автодороге — 49,5 км, до центра муниципального образования Пермаса по прямой — 15 км. Ближайшие населённые пункты — Пермасский, Тарасовы Лога, Большое Сверчково.
По переписи 2002 года население — 10 человек.